# 约霍国家公园
约霍国家公园（英語：Yoho National Park；又译幽鹤国家公园、优鹤国家公园）坐落于加拿大落基山脉，沿着北美洲大陆分水岭的西坡。它位于不列颠哥伦比亚的东部，南面是库特尼国家公园，东面与班夫国家公园毗邻。公园名称“Yoho”来自克里语，表示惊异。
约霍国家公园占地1,313平方公里，是临近的四个加拿大国家公园面积最小的一个。约霍国家公园与贾斯珀国家公园、库特尼国家公园、班夫国家公园，以及三个不列颠哥伦比亚省立国家公园──阿西尼博因山省立公园、罗伯森山省立公园和汉伯省立公园一起组成世界遗产-加拿大落基山脉自然公园群。
公园的管理机构和主入口位于加拿大横贯公路边上的菲尔德 (不列颠哥伦比亚)。

## 历史
1984年，班夫、贾斯伯、科特奈和约霍国家公园，以及罗布森山、阿西尼玻河山和汉拔省级公园相继列为世界文化遗产。

## 地理
加拿大文化遗产河流跃马河，发源于公园的瓦普塔和瓦普提克冰川。这条河流在坚固的岩石间创造了一个自然的桥梁。这一构造位于冰原以西3公里，从碧绿湖可陆路抵达。
建安大落基山脉包括了沉积岩以及数量众多的化石沉积。伯吉斯页岩位于约霍国家公园，是世界上稀有化石含量最丰富地带。1909年查尔斯·杜利特尔·沃尔科特发现了伯吉斯页岩。公园东南部是冰河综合体的侵蚀岩，包括方钠石沉积和观赏石。

### 山脉
- 伯吉斯山脉，2,599米，常见攀岩山。
- 斯蒂芬山脉，3,199米，石不列颠哥伦比亚菲尔德镇附近四座山脉最高的一座。伯吉斯页岩画师正是在斯蒂芬山脉发现的。
- 总统山，3,138米
- 副总统山，3,077米
- 古德瑟山脉，3,567米
- 巴尔弗山脉，3,272米

### 瀑布

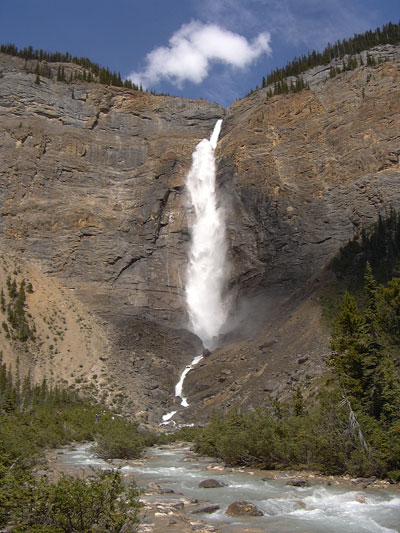
塔卡考瀑布
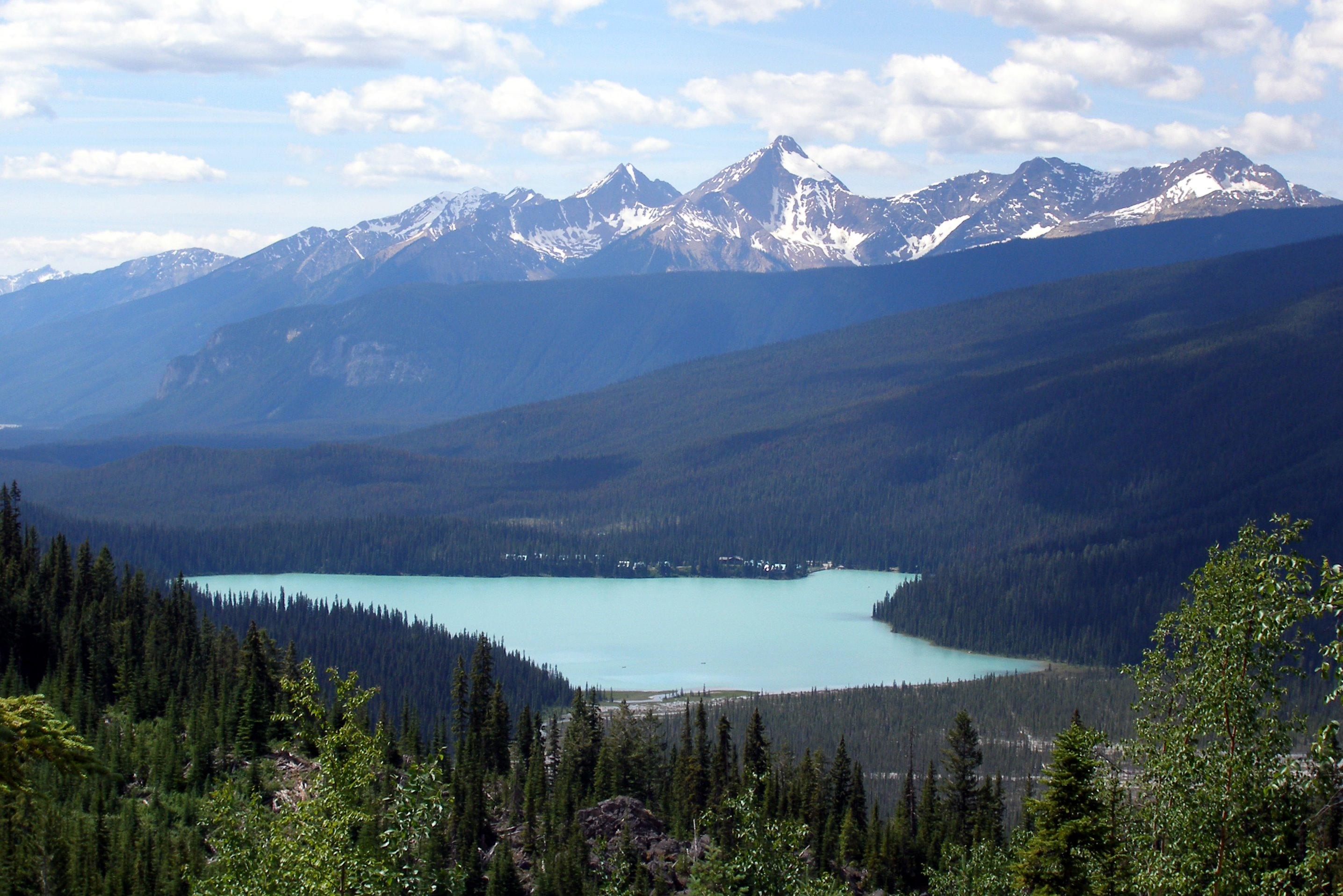
翡翠湖
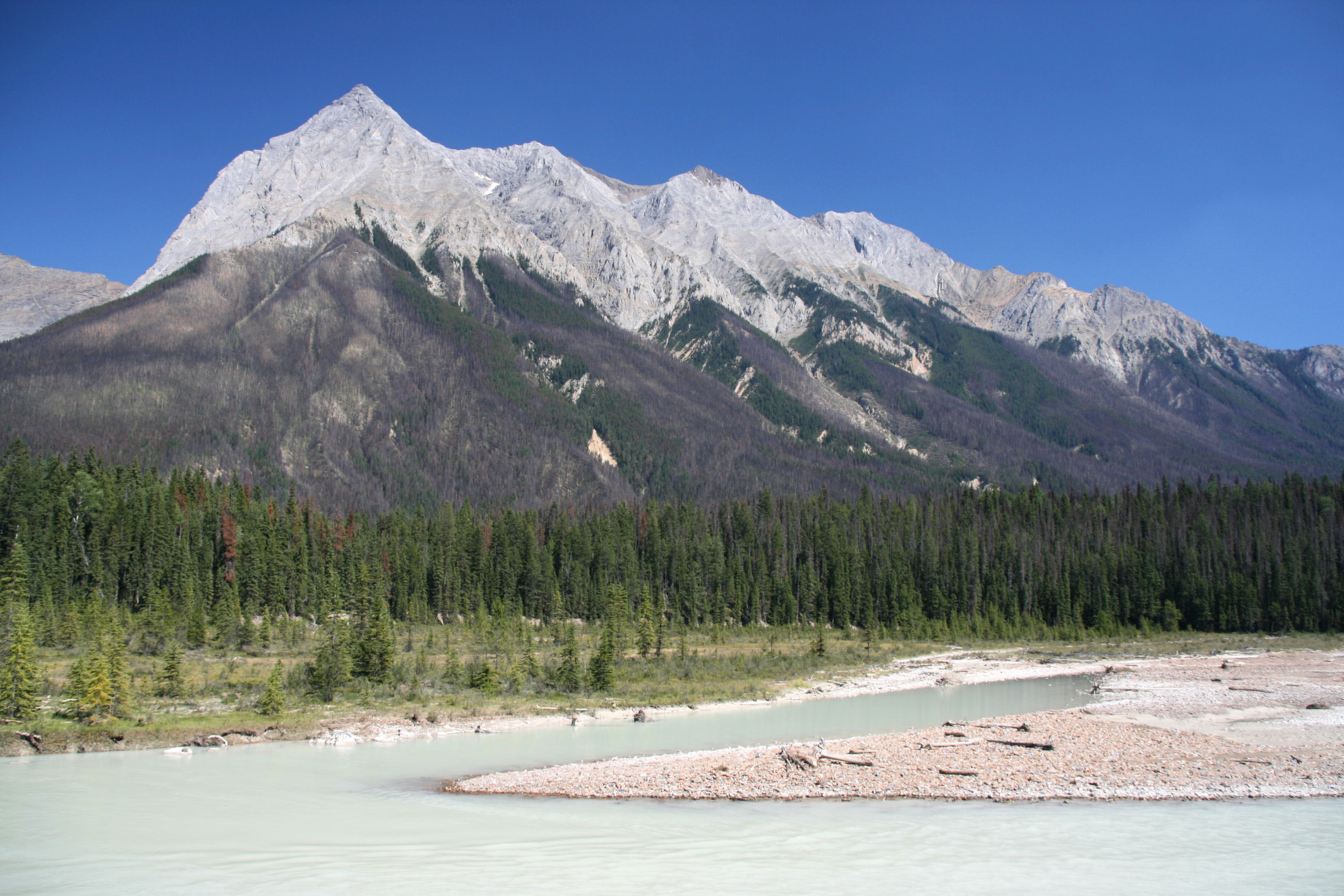
钱瑟勒峰和踢马河
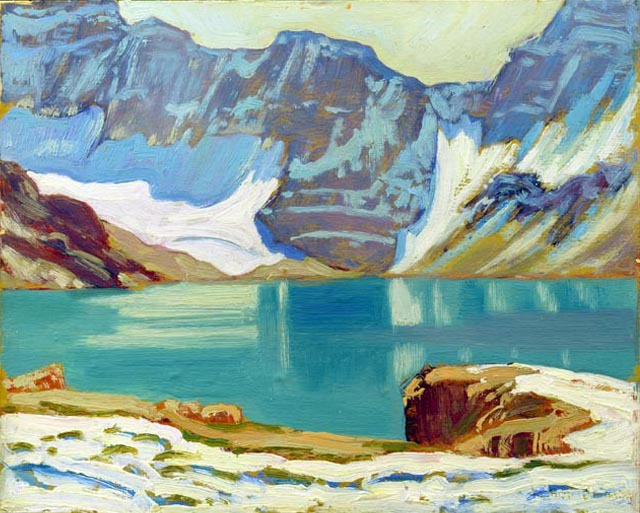
约霍公园的麦克阿瑟湖

- 瓦普塔瀑布

- 塔卡考瀑布
- 翡翠湖
- 钱瑟勒峰和踢马河
- 约霍公园的麦克阿瑟湖